# بيتر راسموس كراغ
بيتر راسموس كراغ هو مهندس وسياسي نرويجي، ولد في 12 مايو 1825 في Grong Municipality ‏ في النرويج، وتوفي في 16 أبريل 1891 في Christiania/Kristiania ‏ في النرويج.

## مناصب
- انتخب عضو برلمان النرويج  [لغات أخرى]‏ عن دائرة Kristiansand ‏ خلال فترته النيابية ‏ (1880 – 1882).
- انتخب عضو برلمان النرويج  [لغات أخرى]‏ عن دائرة Kristiansand ‏ خلال فترته النيابية ‏ (1877 – 1879).
- انتخب عضو برلمان النرويج  [لغات أخرى]‏ عن دائرة Nedenes amt ‏ خلال فترته النيابية ‏ (1865 – 1867).
- انتخب عضو برلمان النرويج  [لغات أخرى]‏ عن دائرة Nedenes amt ‏ خلال فترته النيابية ‏ (1862 – 1864).
- انتخب عضو برلمان النرويج  [لغات أخرى]‏ عن دائرة  خلال فترته النيابية ‏ (1859 – 1861).